# 月照乡
月照乡，是中华人民共和国甘肃省陇南市武都区下辖的一个乡镇级行政单位。

## 行政区划
月照乡下辖以下地区：
专木子村、三流水村、赵坝村、六房沟村、草地子村、马塄村和尹家坝村。